# Großrussland

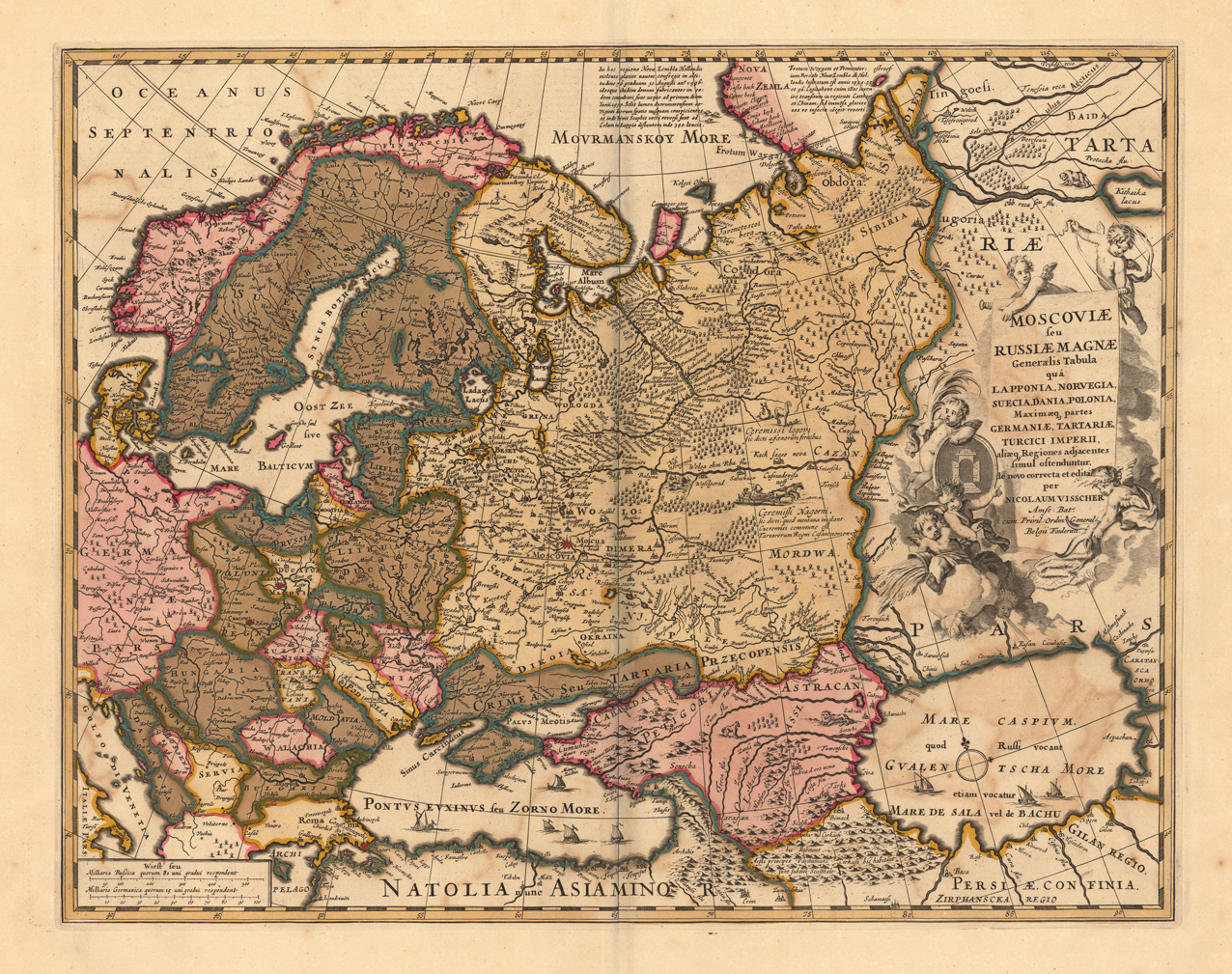
Die Generalkarte Moskowiens oder Großrusslands. Claes Janszoon Visscher, 1681

Großrussland (griechisch μεγάλη Ῥωσία, lateinisch Russia/Ruthenia magna oder maior, russisch Великая Русь oder Великороссия) ist die historische Bezeichnung für die nordöstliche Rus. Der Begriff hatte zunächst eine kirchliche, später eine politische und kulturelle Bedeutung.

## Begriffsgeschichte
Die Bezeichnung Großrussland entstand im frühen 14. Jahrhundert in der kirchlichen Terminologie des Byzantinischen Reiches, nachdem sich von der Russisch-Orthodoxen Kirche (Metropolie Kiew, mit tatsächlichem Sitz in Wladimir bzw. Moskau) der westliche Teil (Fürstentümer Galizien-Wolhynien und Turow-Pinsk) abgespalten hatte. Dieser Teil bekam die Bezeichnung Kleinrussland (griechisch Μικρὰ Ῥωσία, lateinisch Russia/Ruthenia minor), während der andere größere Teil, inklusive Kiew, Großrussland genannt wurde. Bis 1458 gab es ungeachtet der politischen Landschaft immer wieder Perioden der Rekonsolidierung einer einheitlichen russischen Metropolie. Nach dem Konzil von Ferrara/Florenz, bei dem das der Russisch-Orthodoxen Kirche vorstehende Ökumenische Patriarchat von Konstantinopel eine Union mit der katholischen Kirche einging, kam es jedoch zu einer endgültigen Spaltung. Während die Ergebnisse des Konzils in Moskau (ebenso wie in anderen orthodoxen Kirchen) abgelehnt wurden und zu einer Moskauer Autokephalie führten, entstand auf dem Gebiet des Großfürstentums Litauen durch politischen Druck der polnisch-litauischen Monarchen eine eigenständige Kiewer Metropolie.
Ab dieser Zeit wurden die Begriffe Klein- und Großrussland vor allem politisch und vorübergehend weniger gebräuchlich. Ihre Wiederbelebung erfolgte ab 1596 nach der Union von Brest in den Werken der orthodoxen Geistlichen auf dem Gebiet Polen-Litauens, die zur Wiedervereinigung mit Großrussland aufriefen, um vor der erzwungenen Unterordnung unter den Papst geschützt zu sein. Diese Begrifflichkeit wurde sowohl in Westeuropa, als auch im Zarentum Russland übernommen. In Westeuropa verdrängte sie die im 15. und 16. Jahrhundert gebräuchliche Bezeichnung Russa/Ruthenia alba (Weiße Rus, Weißrussland), die damals noch für Moskau und später für das heutige Belarus verwendet wurde. Der Begründer des Hetmanats Bohdan Chmelnyzkyj, Anführer eines großen Aufstands gegen die polnische Krone, nannte sein Land Kleinrussland und wandte sich an den Zaren von Großrussland mit der Bitte um Beistand und Vereinigung auf der Basis einer Autonomie für sein politisches Gebilde. Zar Alexei Michailowitsch, der Polen-Litauen im Russisch-Polnischen Krieg 1654–1667 große ostslawische Gebiete abnahm, nannte sich ab 1654 Zar und Großfürst der ganzen Großen, Kleinen und Weißen Rus. Diese anfangs rein geografische Bezeichnung erhielt in den folgenden Jahrhunderten eine linguistische und ethnografische Dimension. Die Großrussen wurden neben Kleinrussen und Weißrussen im Rahmen der Konzeption des dreieinigen russischen Volkes als distinkte Zweige einer gesamtrussischen Nation angesehen. Diese Konzeption hatte bis zum Ende des Russischen Kaiserreichs Bestand.
Nach der Oktoberrevolution 1917 wurden die Begriffe Groß- und Kleinrussland von den Bolschewiki ahistorisch als „bourgeois-nationalistische“ und „chauvinistische“ Überbleibsel des alten Regimes gebrandmarkt und aus dem Sprachgebrauch getilgt. Fortan war nur noch von Russland und der Ukraine die Rede.